# Сентрал Сити (Арканзас)
Сентрал Сити (енгл. Central City) град је у америчкој савезној држави Арканзас.

## Демографија
По попису из 2010. године број становника је 502, што је 29 (-5,5%) становника мање него 2000. године.
| Група             | 2000.       | 2010.       |
| Белци             | 508 (95,7%) | 444 (88,4%) |
| Афроамериканци    | 8 (1,5%)    | 11 (2,2%)   |
| Азијати           | 0 (0,0%)    | 1 (0,2%)    |
| Хиспаноамериканци | 9 (1,7%)    | 16 (3,2%)   |
| Укупно            | 531         | 502         |